# Ockertjärnen
Ockertjärnen är en sjö i Krokoms kommun i Jämtland och ingår i Indalsälvens huvudavrinningsområde. Sjön har en area på 0,349 kvadratkilometer och ligger 328 meter över havet. Sjön avvattnas av vattendraget Ockerån.

## Delavrinningsområde
Ockertjärnen ingår i det delavrinningsområde (707067-144050) som SMHI kallar för Utloppet av Ockertjärnen. Medelhöjden är 334 meter över havet och ytan är 2,67 kvadratkilometer. Räknas de 2 avrinningsområdena uppströms in blir den ackumulerade arean 23,48 kvadratkilometer. Ockerån som avvattnar avrinningsområdet har biflödesordning 3, vilket innebär att vattnet flödar genom totalt 3 vattendrag innan det når havet efter 251 kilometer. Avrinningsområdet består mestadels av skog (42 procent) och sankmarker (44 procent). Avrinningsområdet har 0,34 kvadratkilometer vattenytor vilket ger det en sjöprocent på 12,8 procent.